# Rockin' Zombies
- THE BAWDIES > Rockin' Zombies
- go!go!vanillas > 作品リスト > Rockin' Zombies

『Rockin' Zombies』（ロッキン ゾンビーズ）は、日本のロックバンド・THE BAWDIESとgo!go!vanillasが2016年7月20日にGetting Betterから発売したスプリットシングルである。

## 概要
レーベルの先輩後輩の関係であるTHE BAWDIESとgo!go!vanillasのスプリットシングル。
通常盤と期間限定生産盤の2形態でリリースされた。期間限定生産盤CDには「45s」「ヒンキーディンキーパーティークルー」に加え、THE BAWDIESがgo!go!vanillasの「カウンターアクション」を英語でカバーした「COUNTER ACTION」、go!go!vanillasがTHE BAWDIESの「IT'S TOO LATE」を日本語でカバーした「イッツ・トゥー・レイト」が収録される。期間限定生産盤付属DVDには、今作のレコーディングドキュメンタリーとA面曲である「45s」「ヒンキーディンキーパーティークルー」のミュージックビデオのフルバージョンが収録された。
タイトルには、「ロックンロール＝古くから在り続ける音楽、それを伝染させていく＝ゾンビ」という意味がある。
2016年5月18日に発売が発表された。
6月29日に、A面曲「45s」「ヒンキーディンキーパーティークルー」のミュージックビデオが公開された。また、期間限定生産盤付属DVDの収録映像のトレーラーが公開された。
今作を引っ提げて、2016年10月に『Rockin' Zombies Tour 2016』が開催された。

## 収録内容

### CD
| 全編曲: go!go!vanillas。 |                                        |             |       |
| #                        | タイトル                               | 作詞・作曲  | 時間  |
| 1.                       | 「45s」                                | ROY、TAXMAN | 03:32 |
| 2.                       | 「ヒンキーディンキーパーティークルー」 | 牧達弥      | 03:37 |
| 3.                       | 「COUNTER ACTION」                     |             | 03:55 |
| 4.                       | 「イッツ・トゥー・レイト」             |             | 03:36 |
| 合計時間:                | 合計時間:                              | 合計時間:   | 14:40 |

### 完全限定生産盤付属DVD
| #  | タイトル | 作詞 | 作曲・編曲 |
| -- | --- | ---- | ---------- |
| 1. | 「“Rockin' Zombies” Parallel Documentary」                                                                       |      |            |
| 2. | 「Rockin' Zombies Broadcast Presents "45s" + "ヒンキーディンキーパーティークルー"(Music Video Special Edition)」 |      |            |
| 3. | 「45s (Music Video)」                                                                                            |      |            |
| 4. | 「ヒンキーディンキーパーティークルー (Music Video)」                                                             |      |            |

## 楽曲解説

### CD
1. 45s / THE BAWDIES
  - 今作の表題曲。
  - アルバム「NEW」に収録されている。
  - 読みは「フォーティー・ファイヴス」[9]。
2. ヒンキーディンキーパーティークルー / go!go!vanillas
  - 今作の表題曲。
  - アルバム「FOOLs」に収録されている。
3. COUNTER ACTION / THE BAWDIES
  - 期間限定生産盤のみに収録。
  - go!go!vanillasの2ndシングル「カウンターアクション」[注釈 1]の表題曲の英語版カバー。
4. イッツ・トゥー・レイト / go!go!vanillas
  - 期間限定生産盤のみに収録。
  - THE BAWDIESのメジャー1stシングル「IT'S TOO LATE」の表題曲の日本語版カバー。

## 収録映像解説

### 完全限定生産盤付属DVD
1. “Rockin' Zombies” Parallel Documentary
  - 両バンド相互カバー「COUNTER ACTION」「イッツ・トゥー・レイト」のレコーディング＆合同試聴会に密着した映像。
2. Rockin' Zombies Broadcast Presents "45s" + "ヒンキーディンキーパーティークルー"(Music Video Special Edition)
  - 「45s」「ヒンキーディンキーパーティークルー」の2曲のミュージックビデオに編集を加えつなぎ合わせたもの。
3. 45s (Music Video)
  - THE BAWDIESのベストアルバム「THIS IS THE BEST」の初回限定盤にも収録されている。
4. ヒンキーディンキーパーティークルー (Music Video)
  - go!go!vanillasのアルバム「FOOLs（完全限定生産盤）」「DREAMS - visions」にも収録されている。

## 参加ミュージシャン
THE BAWDIES
- ROY（ボーカル、ベース）
- TAXMAN（ギター、ボーカル）
- JIM（ギター、コーラス）
- MARCY（ドラムス、コーラス）

go!go!vanillas
- 牧達弥（ボーカル・ギター）
- 柳沢進太郎（ギター・ボーカル）
- 長谷川プリティ敬祐（ベース）
- ジェットセイヤ（ドラムス）

## ライブ映像作品
ヒンキーディンキーパーティークルー
- 1st LIVE FILM -AMAZING BUDOKAN 2020-